# Меленський диптих
Меленський диптих (1450) — картина Жана Фуке, яка складається з двох частин: «Етьєн Шевальє і святий Стефан» і «Богоматір з немовлям».

## Сюжет
Картина складається з двох частин, одна частина знаходиться в Берлінській картинній галереї), інша — в Антверпені (Королівському музеї витончених мистецтв). Спеціалісти давно здогадувалися, що ці дві картини — частини диптиху, але тільки сучасні дослідження довели правдивість гіпотези. Було встановлено, що обидві дошки, які були використані для написання картини, є частиною одного дуба, який був зрублений близько 1446 року. Права стулка диптиха виконана в синьо-біло-червоних тонах. Це гербові кольори короля Карла VII.

## Замовник
Замовником полотна є Етьєн Шевальє, королівський скарбник. Він служив спершу секретарем у Карла VII, потім нотаріусом і податковим ревізором. В середині століття він відповідав за фінанси королівства. При дворі, де за словами Жоржа Шатильєна, ніхто правди не говорив, Етьєн Шевальє вважався людиною недікупною, і тою, яка викликає довіру. Він і зображений на одній із частин диптиху «Етьєн Шевальє і святий Стефан» уклінним у молитві. Богородиця сидить на небесах на троні, який притримують ангели. Її ліві груди оголені, на колінах сидить маленький Ісус, який вказує пальцем на скарбника в знак того, що його молитви були почуті. Диптих століттями висів у рідному місті Етьєна Шевальє — Мелені, над його гробницею в соборі Нотр Дам. Диптих повинен був залишатися в соборі вічно, як вічно мали служити мессу за упокій його душі кожен ранок о 6.00 ранку.
"Етьєн" висічено золотими буквами на мармуровій колоні. Етьєн одягнений у святкове, підбите хутром, вбрання, з модними на той час широкими плечима.

## Заступник
Поряд з Етьєном Шевальє стоїть його покровитель — святий Стефан, який легко впізнається по Євангелію в руці і по зображенню каменя, одним з яких він і був вбитий. Мученик повинен був від імені замовника передати прохання діві Марії, зображеній на іншій частині диптиху. Він змальований в синьому одіянні, облямованому на рукавах і комірі золотом. Євангеліє, яке святий тримає в руках, належало скарбникові короля. Він, як і король, колекціонував пишні манускрипти.

## Богородиця
Діва Марія є загадкою. Її високі груди зовсім несхожі на груди годуючої матері. Історик Йохан Хейзінга бачив в ній легкий подих декадентської безбожності. За однією з версій діва Марія носить риси Катерини, дружини Етьена Шевалье, яка померла 1452 року і похованою поряд зі своїм чоловіком. Але найвірогідніше те, що у вигляді Богородиці на картині змальована Агнеса Сорель — кохана короля Карла VII, яка померла в 1450 році. У 20-річному віці вона вперше з'явилася при французькому дворі, і сорокалітній король закохався в неї до безтями.

## Історія полотна
Коли для реставрації собору Нотр Дам в 1775 році знадобилися кошти, диптих, попри заповіт замовника, був розділений на дві частини, які були продані окремо одна від одної. Після Французької революції одну частину купив бургомістр Антверпена, із 1840 року вона знаходиться в місцевому музеї. Іншу ж частину знайшов у Базелі німецький поет Клеменс Брегенс, який і впізнав у ній роботу Фуке по мініатюрам самого художника. У 1896 році картина опинилася в Берлінській художній галереї.